# Dacia Dokker
O Dacia Dokker é um furgão e minivan construído na fábrica da Renault em Tânger, no Marrocos. Foi oficialmente lançado no Salão do Automóvel de Casablanca de 2012 e inicialmente começou a ser vendido no Marrocos em junho de 2012. Está disponível na Romênia desde setembro de 2012 e é comercializado na Europa, Norte da África, Turquia, Israel e territórios ultramarinos franceses.
É fabricado em variantes de minivan e furgão, bem como uma versão crossover, o Dokker Stepway, introduzido no Salão do Automóvel de Istambul de 2012, apresentando elementos de carroceria semelhantes ao Sandero Stepway. É comercializado nos países da CEI e no Oriente Médio sob o nome Renault Dokker e Renault Kangoo na América do Sul, mas não em outras partes do mundo, pois canibalizaria as vendas de seu irmão de origem francesa, o Renault Kangoo. Em 2018, a Dacia Italia, juntamente com o Focaccia Group, criou uma variante de picape para o mercado italiano.

## Mercados

### Argentina
Uma versão revisada é produzida na Argentina como o Renault Kangoo, sendo lançado comercialmente em 2018 como um substituto do Renault Kangoo de primeira geração, e a versão minivan em maio do mesmo ano. Ele também chegou ao mercado mexicano em 2019. Ele também é exportado para outros mercados da América Latina, como Uruguai, Paraguai e Colômbia. Em julho de 2023, as exportações para a Argélia começaram.
Em 2015, o Kangoo continha cerca de 40% de peças argentinas.

## Recursos
O nome Dokker é um jogo de palavras com a palavra dock worker (trabalhador portuário) e, segundo a Dacia, expressa a grande capacidade de transporte do modelo, seu interior modular e sua robustez.
A versão minivan oferece cinco assentos e tem capacidade para bagagem de 800 litros, com comprimento máximo de carga de 1,16 m. Ela tem uma porta lateral deslizante e pode ser opcionalmente encomendada com portas deslizantes em ambos os lados. O banco traseiro pode ser dividido assimetricamente e também pode ser inclinado para frente contra os bancos dianteiros, o que cria uma capacidade de carga de 3.000 litros e um comprimento de carga de 1,57 m.
A versão furgão tem capacidade para bagagem de 3.300 litros e comprimento máximo de carga de 1,90 m. O assento do passageiro dianteiro é dobrável, podendo também ser inclinado para frente contra o porta-luvas para ter um comprimento máximo de carga de até 2,42 m. Se o assento dianteiro for completamente removido, ele tem capacidade para carga de 3.900 litros e comprimento máximo de carga de até 3,11 m.
A capacidade de carga útil é de 750 kg. Além disso, uma segunda porta lateral deslizante é opcional e tem portas traseiras assimétricas que podem abrir em 90 ou 180 graus.
O carro também pode ser encomendado com um sistema Media Nav, que vem com funções de navegação e áudio, conectividade Bluetooth viva-voz e entradas USB e Jack. Outros equipamentos opcionais oferecidos são controle de cruzeiro e sensores de estacionamento traseiros.

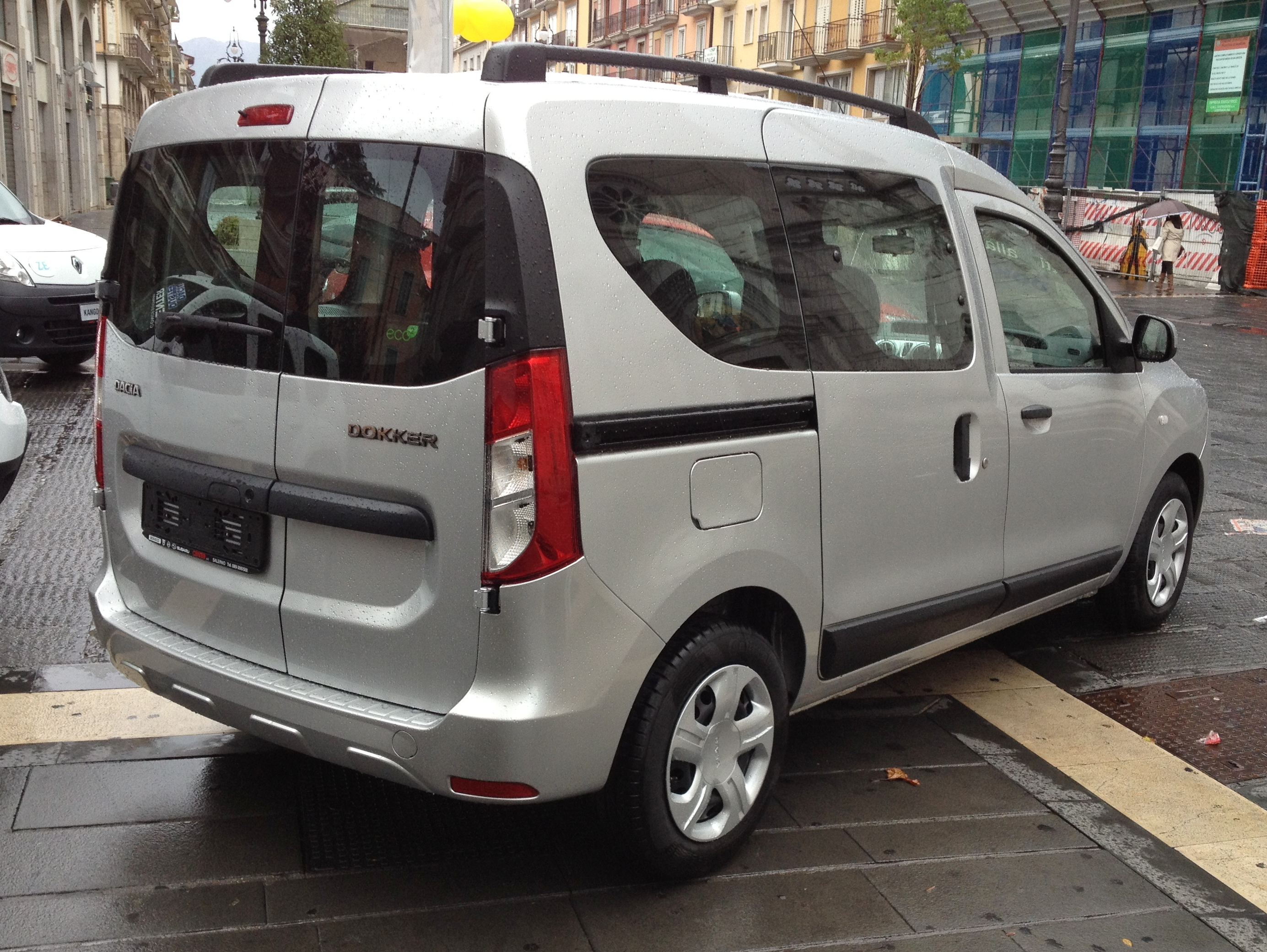
Dacia Dokker (2012; pre-facelift)
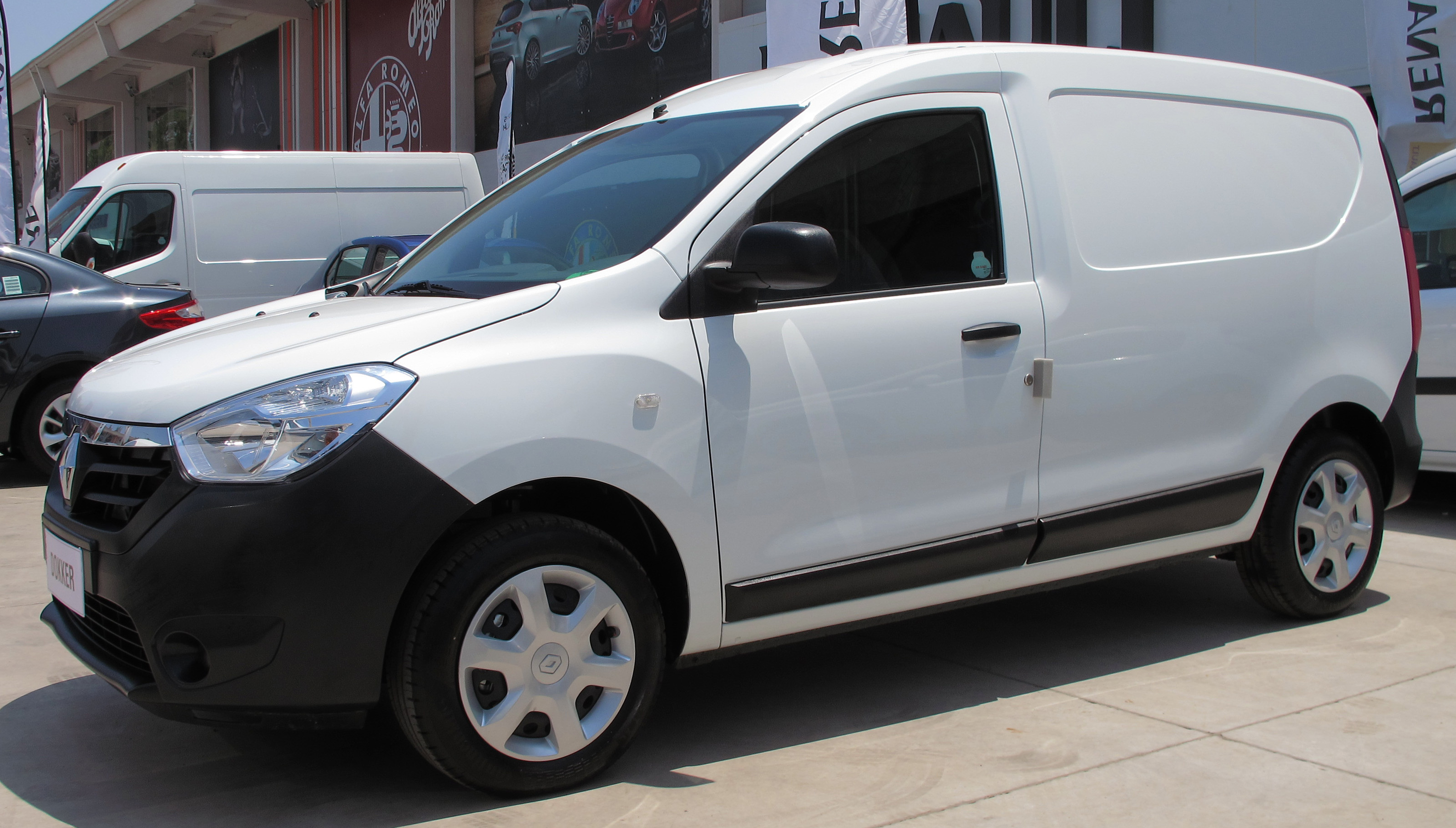
Renault Dokker Van (2015; pre-facelift)
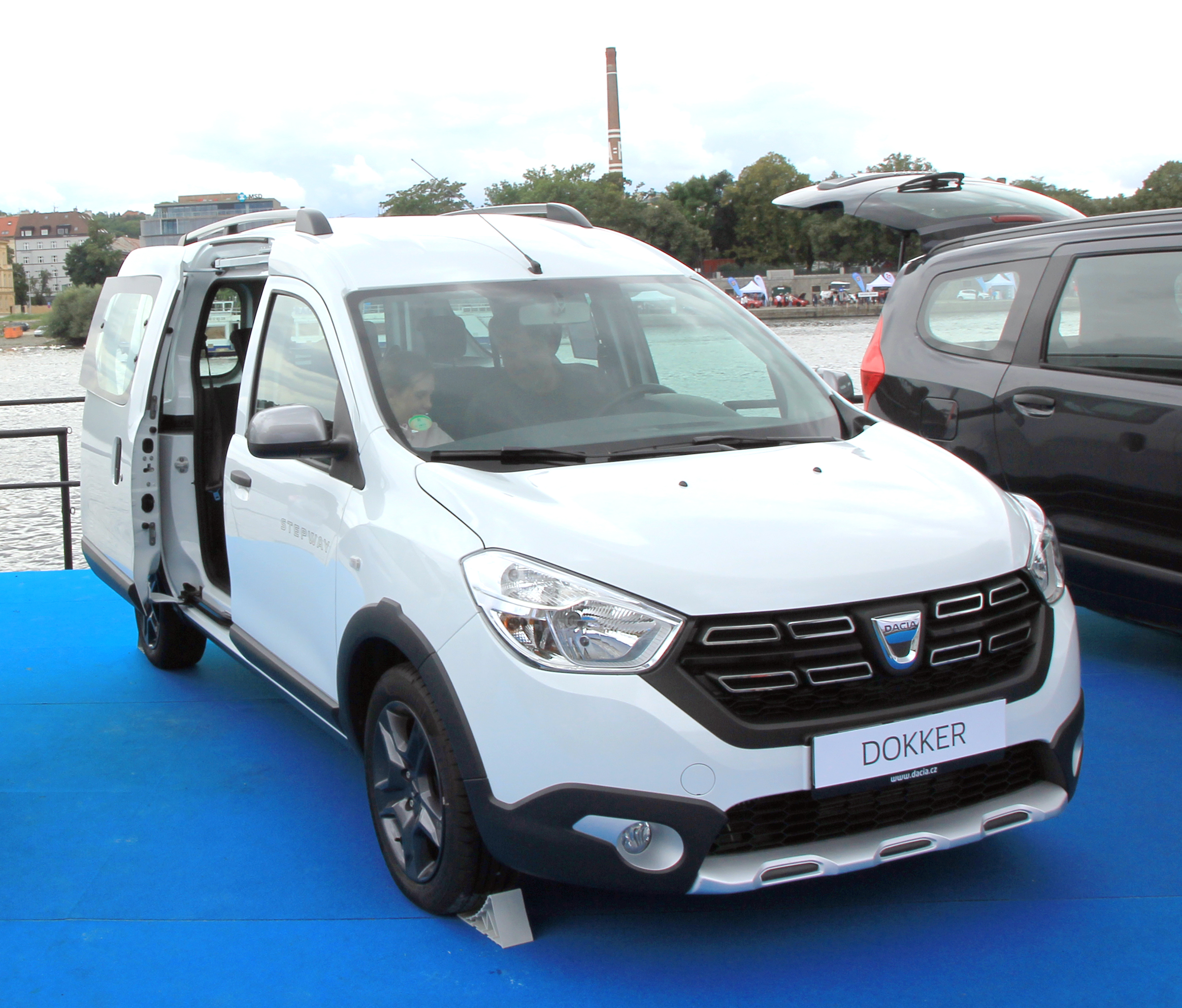
Dacia Dokker Stepway (2017; facelift)
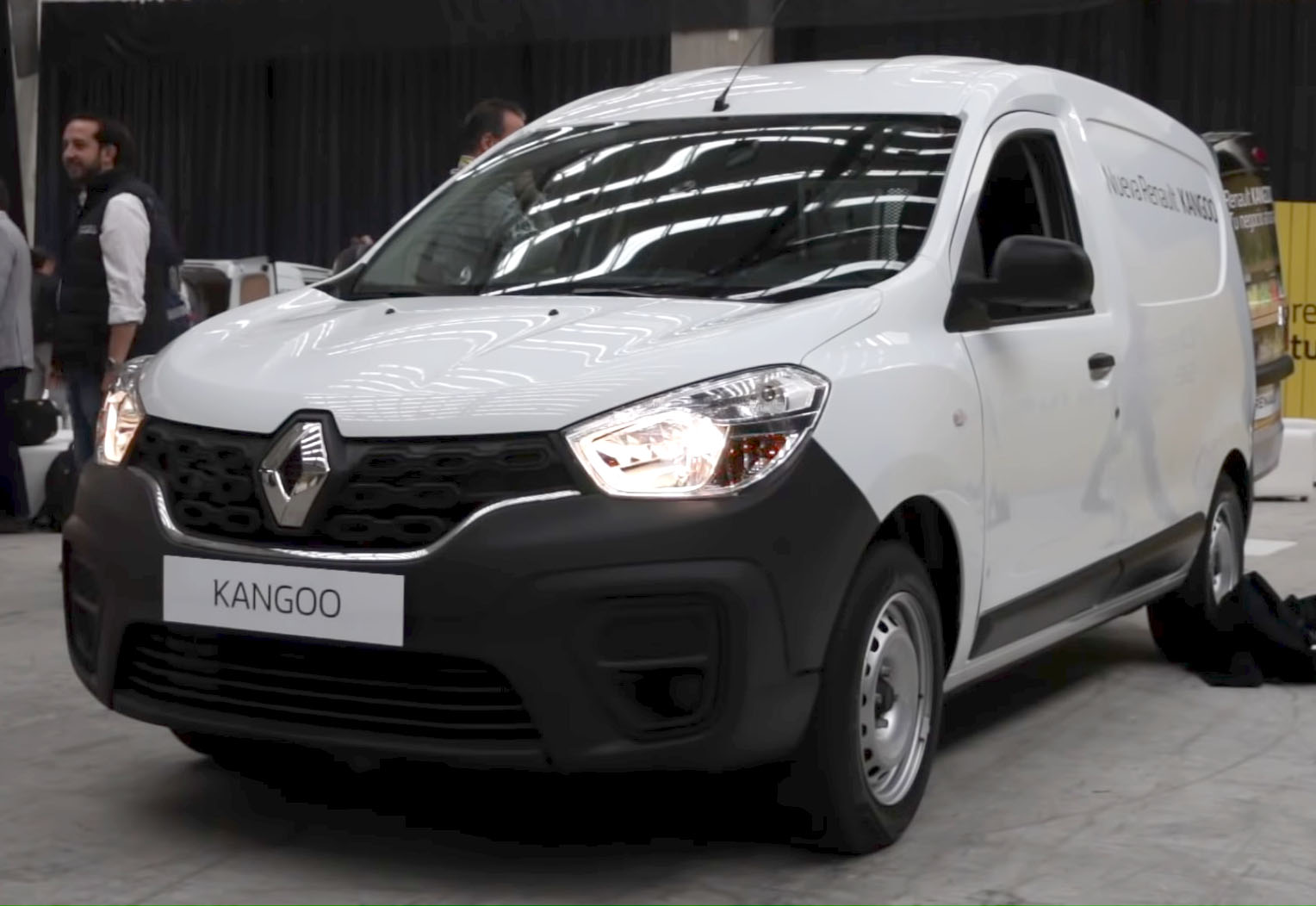
Renault Kangoo Express 2018 (Colômbia)
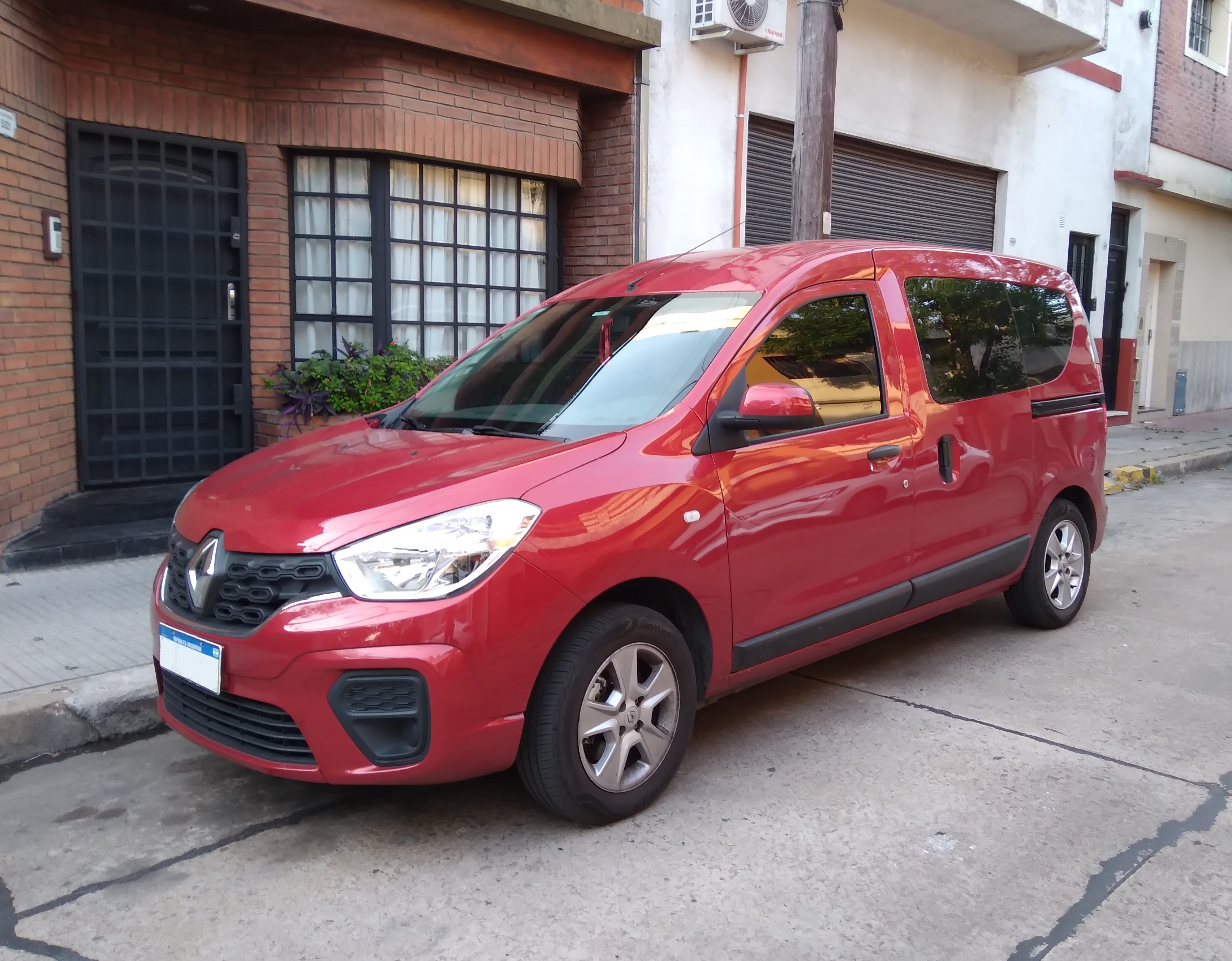
Renault Kangoo 2022 (Argentina)

## Segurança
O Kangoo tem freios a disco ventilados dianteiros.
Ele tem freios ABS de série, com distribuição eletrônica da força de frenagem (EBD) e, opcionalmente, pode ser equipado com controle eletrônico de estabilidade (ESC). O equipamento de série também inclui airbags para motorista e passageiro dianteiro, bem como airbags laterais para cabeça e tórax.
O Kangoo em sua configuração mais básica do mercado latino-americano com 2 airbags e ESC recebeu 3 estrelas para ocupantes adultos e 4 estrelas para crianças pequenas do Latin NCAP em 2019.